# Maria (The Sound of Music)
Maria, anche nota come How Do You Solve a Problem Like Maria? è una canzone tratta dal musical del 1959 di Rodgers e Hammerstein, The Sound of Music.
Questa canzone è cantata dalle monache dell'Abbazia di Nonnberg (tra esse nella prima assoluta vi era la Madre Badessa Patricia Neway), esasperate per il comportamento frivolo e allegro di Maria, contrario al decoro ed all'austerità della vita nell'abbazia.
Questa canzone ha dato il titolo al Reality-TV di Andrew Lloyd Webber, How Do You Solve a Problem Like Maria?, nella quale i telespettatori votavano per scegliere l'interprete di Maria von Trapp nella ripresa londinese di The Sound of Music. Connie Fisher risultò la prima nella serie TV e venne scelta come protagonista nella messa in scena realizzata a Londra nel novembre 2006 al London Palladium.
Quando Oscar Hammerstein II scrisse i testi di questa canzone, seguì quanto contenuto nei dialoghi del libretto scritto da Howard Lindsay e Russel Crouse, descrivendo i capricci di Maria nell'abbazia. In particolare, partì dal dettaglio che portava i bigodini nei capelli sotto la cuffia monacale. Hammerstein chiese se poteva incorporare i loro dialoghi nel testo della canzone, ed essi lo autorizzarono a farlo perché "se racconti una storia con una canzone, è molto meglio." Quando scriveva i testi, Hammerstein sapeva di dover trovare aggettivi adeguati alla descrizione di Maria da parte delle monache. Egli confessò che il suo vocabolario non era molto ampio, ma i semplici aggettivi che usò per descrivere il carattere di Maria, furono un successo. 
La canzone trovò spunti nel precedente musical di Rodgers e Hammerstein del 1958, Flower Drum Song (canzone The Other Generation). Questo in quanto i personaggi che cantavano queste canzoni erano esasperati, e perché la linea canora della precedente canzone "What are we going to do about the other generation?" era simile a quella di "Maria": "How do you solve a problem like Maria?"